# YAMANAIAME
「YAMANAIAME」（ヤマナイアメ）は、『劇場版「進撃の巨人」前編〜紅蓮の弓矢〜』のエンディングテーマ。同TVシリーズで劇中音楽を手がける澤野弘之がプロデュースし、
2014年11月19日にポニーキャニオンから発売された。

## 解説
「YAMANAIAME」は澤野弘之が作編曲を手掛け、TVシリーズのサウンドトラックでもおなじみのMIKA KOBAYASHI、mpiに加え、新たにMica Calditoがボーカリストとして参加した。
カップリング曲はBenjaminがボーカリストとして参加した「進撃の巨人」15巻限定版OAD「悔いなき選択」前編の挿入歌「So ist es immer」、
リヴァイのテーマ「The Reluctant Heroes」のMica Calditoバージョン、「YAMANAIAME」のMovieEditが収録された。

## 収録曲
CD
1. YAMANAIAME
作詞：Benjamin & mpi／作編曲：澤野弘之／ボーカル：Mica Caldito & mpi & Mika Kobayashi
2. So ist es immer
作詞：Rie & Benjamin & mpi／作編曲：澤野弘之／ボーカル：Benjamin
3. The Reluctant Heroes ＜MODv＞ 
作詞：mpi／作編曲：澤野弘之／ボーカル：Mica Caldito
4. YAMANAIAME＜MovieEdit＞ 
作詞：Benjamin & mpi／作編曲：澤野弘之／ボーカル：Mica Caldito & mpi & Mika Kobayashi
5. YAMANAIAME (Instrumental)
6. So ist es immer (Instrumental)
7. The Reluctant Heroes ＜MODv＞  (Instrumental)

## タイアップ
| 曲名            | タイアップ                                               |
| YAMANAIAME      | 劇場版「進撃の巨人」前編〜紅蓮の弓矢〜エンディングテーマ |
| So ist es immer | OAD『進撃の巨人』第0.54話挿入歌                          |